# Ex cathedra
Latinská fráze ex cathedra, znamená z katedry (ze sedadla).
Tento pojem je velmi často užívaný v církevním prostředí, kde označuje papeže když hovoří „ex cathedra“ a tím vykonává úřad univerzálního pastýře a učitele katolické církve, když definuje nauku týkající se víry nebo mravů. Tento výraz je často spojován s dogmatem o papežské neomylnosti.
Fráze se užívá v ironickém významu o těch, co si myslí, že jsou moudří.